# Diamantes en bruto (película)
Diamantes en bruto (título original en inglés: Uncut Gems) es una película estadounidense de drama y suspenso de 2019, dirigida por Josh y Benny Safdie, con un guion de los hermanos Safdie y Ronald Bronstein. La cinta está protagonizada por Adam Sandler, Lakeith Stanfield, Julia Fox, Kevin Garnett, Idina Menzel, Judd Hirsch y Eric Bogosian. 
La película tuvo su estreno mundial en el Festival de Cine de Telluride el 30 de agosto de 2019, y fue estrenada en cines en Estados Unidos el 13 de diciembre de 2019 a través de A24. Recibió elogios de la crítica, especialmente por la actuación de Sandler, que varios críticos describieron como la mejor de su carrera.  Fue elegida por la National Board of Review como una de las diez mejores películas de 2019 , y Sandler también ganó el Independent Spirit Award como Mejor actor principal masculino. Se convirtió en la película más taquillera de A24 a nivel nacional, con 50 millones de dólares.

## Argumento
En 2010, unos mineros judíos etíopes recuperan un raro ópalo negro de la mina africana de Wolo, en Etiopía. En 2012, el adicto al juego Howard Ratner (Adam Sandler) dirige una joyería en el distrito Diamond de la ciudad de Nueva York. Lucha para pagar sus deudas de juego, incluidos $100.000 que le debe a su cuñado prestamista, Arno (Eric Bogosian). Su vida se divide entre su esposa separada, Dinah (Idina Menzel), quien acordó divorciarse de él después de las Pascuas, y su amante Julia (Julia Fox), que trabaja en su tienda. 
El jugador de baloncesto Kevin Garnett visita la tienda de Howard. Éste ordenó el ópalo etíope y planea subastarlo por un precio estimado de $1.000.000. Le muestra el ópalo a Garnett, quien se obsesiona con él e insiste en aferrarse a él para tener buena suerte en su juego esa noche. Howard acepta a regañadientes, tomando el anillo de campeonato de la NBA de Garnett como garantía.
Howard empeña el anillo y apuesta a que Garnett juega extraordinariamente bien esa noche. Howard gana la apuesta, pero Arno y sus guardaespaldas, Phil (Keith Williams Richards) y Nico (Tommy Kominik), lo emboscan en la obra escolar de su hija. Arno le revela que puso fin a la apuesta de Howard, ya que se había realizado con dinero que se le debía. Phil y Nico desnudan a Howard y lo encierran en el maletero de su coche, obligándolo a llamar a Dinah para pedirle ayuda.
Howard llama a su empleado Demany (Lakeith Stanfield), quien está en una fiesta organizada por The Weeknd. Demany le dice que Garnett todavía tiene el ópalo. Cuando encuentra a Julia y a The Weeknd juntos en el baño de un club nocturno, Howard le exige que se mude de su departamento. Luego de una incómoda cena de Pascuas, Howard le pide a Dinah que lo acepte de regreso, pero ella lo insulta. 
Garnett devuelve el ópalo y ofrece comprarlo por $ 175.000, pero Howard se niega, dada la apreciación sustancialmente mayor. Justo antes de que comience la subasta, Howard descubre que el ópalo ha sido valuado por mucho menos de lo estimado. Él convence a su suegro, Gooey (Judd Hirsch), de ofertar por la gema para subir el precio, pero el plan fracasa cuando Garnett se retira temprano y Gooey gana. Arno, Phil y Nico se enfrentan a Howard afuera de la casa de subastas y lo golpean. En la tienda, Julia encuentra a Howard sollozando, y reparan su relación. 
Howard es informado de que Garnett todavía desea comprar el ópalo. Tan pronto como Garnett lo compra, Howard decide apostar todo el dinero de la venta en el juego de Garnett de esa noche. Obliga a Julia a abordar un helicóptero a la casa de apuestas Mohegan Sun, escapando por poco de Arno y sus guardaespaldas. Los matones amenazan a Howard, pero éste se niega a llamar a Julia para cancelar la apuesta. Los tres intentan perseguirla, pero Howard los encierra en la puerta doble de salida de la tienda, que funciona con un timbre electrónico. Howard y el grupo ven el juego en la televisión, y Howard gana más de $ 1.2 millones. 
Howard libera al trío, pero Phil, enfurecido, lo mata de un tiro. Arno protesta e intenta escapar, pero Phil también lo mata. Julia abandona Mohegan Sun con las ganancias, mientras que Phil y Nico saquean la tienda.

## Reparto
- Adam Sandler como Howard Ratner.
- Julia Fox como Julia.
- Lakeith Stanfield como Demany.
- Idina Menzel como Dinah Ratner.
- Kevin Garnett como él mismo.
- Eric Bogosian como Arno.
- Judd Hirsch como Gooey.
- Keith Williams Richards como Phil.
- Mike Francesa como Gary.
- Noa Fisher como Marcel.
- Tommy Kominik como Nico.
- Paloma Elsesser como Kat.
- The Weeknd como él mismo.
- Pom Klementieff como Lexus.

## Producción
En mayo de 2016, se anunció que Josh y Benny Safdie dirigirían la película, a partir de un guion que escribieron junto a Ronald Bronstein. La película fue producida ejecutivamente por Emma Tillinger Koskoff y Martin Scorsese, con Elara Pictures y RT Features produciendo la cinta. En mayo de 2017, Jonah Hill se unió al elenco de la película, con Scott Rudin, Eli Bush, Sebastian Bear-McClard y Oscar Boyson uniéndose como productores, y A24 como distribuidora. En abril de 2018, Adam Sandler se unió al reparto de la película, en reemplazo de Hill. En agosto de 2018, Eric Bogosian y Judd Hirsch se incorporaron al elenco de la película. En septiembre de 2018, Lakeith Stanfield e Idina Menzel se unieron a la película, y Netflix adquirió los derechos de distribución internacional de la cinta. En octubre de 2018, se reveló que The Weeknd, Trinidad James y Pom Klementieff se habían integrado al reparto. En noviembre de 2018, Kevin Garnett se unió al elenco de la película. Amar'e Stoudemire y Joel Embiid también fueron considerados para el papel interpretado por Garnett.

### Rodaje
La fotografía principal comenzó en septiembre de 2018, en la ciudad de Nueva York. La producción concluyó el 15 de noviembre de 2018.
Las secuencias de apertura y cierre se inspiraron en la fotomicrografía gemológica de Eduard Gübelin y Danny J. Sánchez.  
La educación judía de Josh y Benny Safdie fue esencial para la elaboración de la película. La historia estuvo fuertemente influenciada por el tiempo que su padre trabajó en el Distrito de los Diamantes como vendedor.  Al crear el personaje de Howard, Josh y Benny Safdie dijeron que estaban fuertemente influenciados por el humor y los actores judíos del siglo XX, queriendo que Howard abarcara los estereotipos judíos con orgullo y los tratara como una "superpotencia".  El concepto judío de "aprender a través del sufrimiento" sería importante para el personaje de Howard a lo largo de la película.